# Касымжанов, Темирбек Жумакулович
Темирбек Жумакулович Касымжанов (каз. Қасымжанов Темірбек Жұмақұлұлы; род. 20 августа 1957, с. Жарсу, Зайсанский район, Восточно-Казахстанская область, Казахская ССР, СССР) — аким города Усть-Каменогорск с 25 мая 2013 года по 20 апреля 2016 года.

## Биография
Родился 20 августа 1957 года в селе Жарсу Зайсанского района Восточно-Казахстанской области, по национальности — казах.
В 1981 году окончил Томский инженерно-строительный институт по специальности инженер-строитель, в 1998 году — Восточно-Казахстанский государственный технический университет им. Серикбаева с присвоением квалификации инженера-экономиста-менеджера.
Свою трудовую деятельность начал в 1974 году рабочим в совхозе «Карабулакский» Зайсанского района Восточно-Казахстанской области. После окончания института в 1981 году работал инженером жилищно-коммунального хозяйства ВКО, затем главным инженером домоуправления Усть-Каменогорского хозрасчётного управления жилищного хозяйства. С 1986 года — в должности председателя объединённого профсоюза Усть-Каменогорского городского коммунального хозяйства Восточно-Казахстанской области, с 1988 года — ведущий инженер производственного объединения ЖКХ ВКО. Следующие семь лет трудовой биографии — на руководящих должностях Октябрьской районной администрации г. Усть-Каменогорска. Начиная с 1996 года прошёл этапы от заведующего сектором, начальника отдела управления строительства, жилья, архитектуры и застройки территорий Восточно-Казахстанской области до заместителя начальника управления строительства и архитектуры ВКО. В 2007 году стал начальником Управления строительства ВКО. С 15 марта 2007 года — директор департамента строительства Восточно-Казахстанской области. С 6 июня 2008 года — начальник управления строительства Восточно-Казахстанской области.
В августе 2008 года был назначен акимом областного центра ВКО.
С 11 апреля 2009 года — аким Жарминского района ВКО.
С 25 мая 2013 года по 20 апреля 2016 года снова работал акимом города Усть-Каменогорск.
С 18 июня 2016 года по март 2019 года — аким Зайсанского района ВКО.

## Награды
Награждён орденом «Құрмет» (2011 г.) и двумя юбилейными медалями.